# Gyrophaena strictula
Gyrophaena strictula – gatunek chrząszcza z rodziny kusakowatych i podrodziny rydzenic.

## Taksonomia
Gatunek ten opisany został po raz pierwszy w 1839 roku przez Wilhelma Ferdinanda Erichsona. Stanowi gatunek typowy podrodzaju Phaenogyra.

## Morfologia
Chrząszcz o wydłużonym ciele długości od 1,3 do 1,6 mm, z wierzchu tłusto lśniącym i silnie szagrynowanym. Głowa jest ciemnobrązowa, co najwyżej nieznacznie szersza niż dłuższa. Czułki odznaczają się członem przedostatnim trochę słabiej poprzecznym niż u podobnej G. polita. Przedplecze jest płaskie, poprzeczne, ciemnobrązowe lub, rzadziej, rudobrązowe. Po bokach linii środkowej przedplecza występują szeregi grubszych punktów. Pokrywy są ciemnobrązowe, rzadziej rudobrązowe. Ich zewnętrzne połowy mają rozproszone, drobne, nieco ziarniste punktowanie.  Kolor odnóży jest rudożółty. Odwłok ma ubarwienie ciemnobrązowe, czasem z rudobrązowo rozjaśnionymi podstawą i wierzchołkiem.

## Ekologia i występowanie
Owad rozmieszczony od nizin po góry, gdzie dochodzi do rzędnych około 1000 m n.p.m. Jest polifagicznym mykofagiem. Bytuje w porastających pnie i pniaki owocnikach różnych gatunków grzybów, najchętniej w gmatwkach, hubiakach, żagwiach i stułkach.
Gatunek palearktyczny. W Europie znany jest z Hiszpanii, Irlandii, Wielkiej Brytanii, Francji, Belgii, Holandii, Niemiec, Szwajcarii, Austrii, Włoch, Danii, Szwecji, Norwegii, Finlandii, Estonii, Litwy, Polski, Czech, Słowacji, Węgier, Ukrainy, Rumunii, Bułgarii, Chorwacji, Bośni i Hercegowiny, Serbii oraz europejskiej części Rosji, a w Azji z zachodniosyberyjskiej części Rosji, Gruzji i Azerbejdżanu. Na południowy zachód osiąga Pireneje.